# 冯晋哲
冯晋哲（1989年1月3日—），马来西亚政治人物，民主行动党沙巴州主席，现任沙巴工业及企业发展部长，现任沙巴州议会路阳州议员。曾经担任沙巴青年及体育部长，曾经担任已故山打根国会议员拿督黄天发的政治秘书。曾经担任民主行动党沙巴州宣传秘书，以及社青团全国宣传秘书。

## 家庭及教育
冯晋哲于马来西亚沙巴州亞庇的伊丽莎白二世医院出生，他的父亲来自雪兰莪州加影，是一名装修工匠，而母亲则是来自沙巴州保佛，是一名家庭主妇。他也是家中长子，有一位弟弟，冯晋知。
冯晋哲先后在里卡士中华幼稚园、里卡士中华小学、沙巴崇正中学完成了中小学教育。
2009年，他到新纪元大学学院就读新闻系，副修公共关系。2010年，他参选及中选为第十三届学生会会长。

## 政治生涯
2011年在吉隆坡工作一年后，冯晋哲回到亚庇并加入民主行动党，担任该党州总部宣传执行秘书。2013年他协助民主行动党在沙巴助选，担任大选备战文宣组主任。在马来西亚第十三届全国大选之后，他被前任亚庇国会议员黄仕平委任为政治秘书，协助处理宣传及国会事务。
2014年，沙巴州民主行动党州委会进行重组，冯晋哲首度被委任进入州委会，出任政治教育主任。2015年，冯晋哲同时担任黄仕平及山打根国会议员黄天发的政治秘书。同年，他中选为沙巴州民主行动党州委，出任宣传秘书。
在年底的社青团改选后，他也被委任为全国中委暨政策局主任。
2016年，他被委任为路阳区协调员，并在2018年马来西亚大选代表希望联盟民主行动党上阵路阳州议席，最终以12,408张多数票击退国阵马华公会的杨燕美和沙巴进步党的余田雄，两名候选人也失去按柜金。
2020年，他再次连任路阳州议员。
2024年，他出任民主行动党沙巴州主席，沙巴希望联盟署理主席。

## 个人荣誉
- 沙巴：
  -  神山效忠勳章（ASDK）（2018年）[5]
  -  神山辉煌勋章（PGDK）—拿督（2023年）[6]

## 外部連結
- 冯晋哲的Facebook專頁